# Hormigas en la Pared
Hormigas en la pared o H.E.L.P , fue una banda de rock alternativo costarricense formada en 1988. El sonido de esta banda podría definirse como una mezcla entre: hard rock, heavy metal, hardcore y funk, entre otros subgéneros.

## Historia
Frank Lockwood junto a su amigo y guitarrista William Monge logran armar un grupo en 1988 incorporando a Arturo Díaz y Juan Pablo Coello, quienes en esos años asistían al Conservatorio Castella, lugar donde se habían conocido, es así como H.E.L.P inicia como banda, pero aún como una agrupación sin nombre.
En 1990 debutarían bajo el nombre de "Sexto Sentido", en la Universidad Nacional. En el año 1993, ya bajo el nombre de Hormigas en la Pared participarían en el concurso Yamaha Music Quest, donde obtuvieron el tercer lugar, ante un multitudinario público en el Teatro Melico Salazar, conocido como uno de los centros artísticos más importantes de Costa Rica. Con el pasar del tiempo su alineación varió, debido a la salida de Díaz y Coello, dando paso a la llegada de Jorge Morales y Antonio Rodríguez.
Desde hace varios años, Hormigas en la Pared goza del respeto de sus fanes no solo por haber logrado madurar un sonido que los identifica, sino también por el perfil mantenido en los casi veinte años de existencia de la banda, pues pese a que el grupo ha estado anuente a tocar en diversos festivales en el país, siempre se han mantenido en la escena underground costarricense.

## Discografía
- Ole Torito-1993 Fue inicialmente lanzado en casete de audio.
- Hormigas en la pared (disco)-1998 Un disco homónimo también conocido como el "Disco Rojo".